# بیلدون
بیلدون (به انگلیسی: Baildon) یک شهرک و محله مدنی در بریتانیا است که در سیتی بردفورد واقع شده‌است. بیلدون ۱۵٬۳۶۰ نفر جمعیت دارد.